# Cristino (mártir)
Cristino es venerado como santo mártir de la Iglesia católica. Además, es el santo patrón de Portoferraio, ciudad italiana situada en la isla de Elba. Su reliquia llamada devotamente "cuerpo santo" ("corpo santo" en italiano) es conservada y venerada en la iglesia perteneciente a la "Confraternita della Misericordia" o Cofradía de la Misericordia en español.
En 1661 el "cuerpo santo" fue descubierto en las catacumbas romanas de Priscila. El portoferraiense Antonio Vai, perteneciente a la Cofradía de la Misericordia recaló casualmente por Roma. El por entonces papa, Alejandro VII decidió donar el cuerpo santo a la comunidad de Portoferraio.
La reliquia llegó un 29 de abril, día que se convierte en fiesta patronal para toda la comunidad portoferraiense. En 1764, el papa Clemente XIII aprueba la elección de San Cristino como santo patrón de la ciudad. Es entonces, el 7 de abril de 1764 cuando la S. Congregazione dei Riti, concede a la fiesta de San Cristino todos los honores al ser la celebración del principal protector de Portoferraio. El 9 de agosto de 1764 el emperador Francisco I muestra su beneplácito mediante un decreto.
Por ocasión de sus fiestas, generalmente se abre la cripta donde reposan los restos de San Cristino, y se exponen en la iglesia de la cofradía, tras lo cual se trasfieren al Duomo
de la ciudad.Tras esto se lleva a cabo una celebración religiosa y la urna con los restos de San Cristino es llevada por las calles del casco antiguo de la ciudad repartiendo su bendición sobre la ciudad.

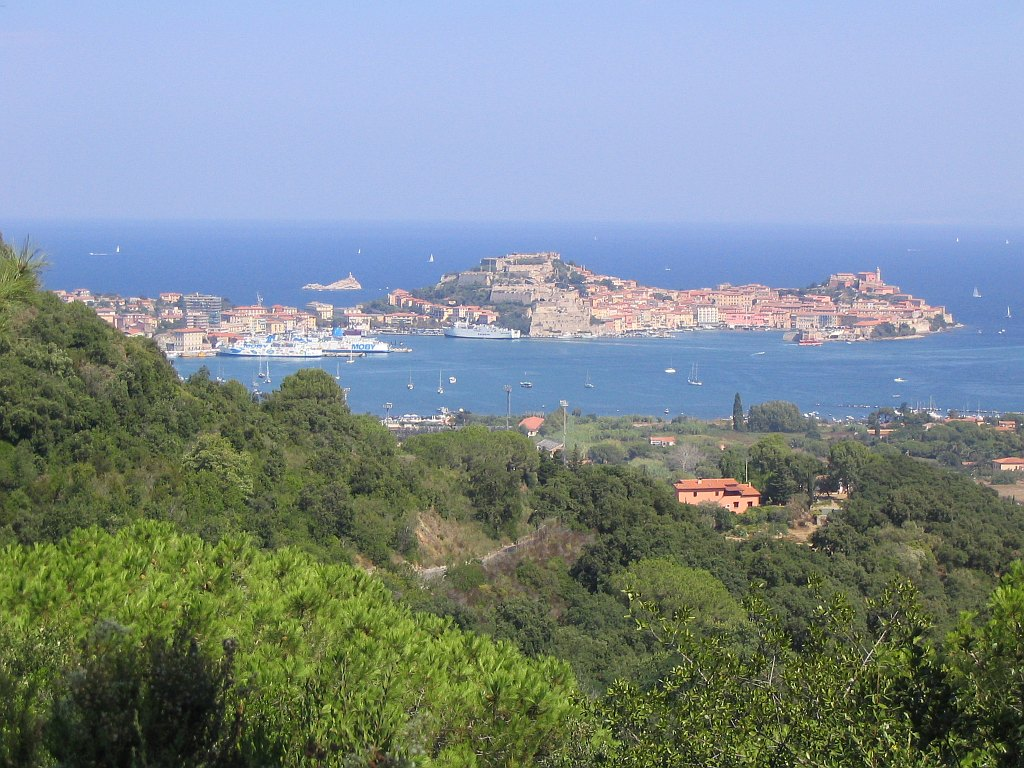
Vista desde el mar de Portoferraio
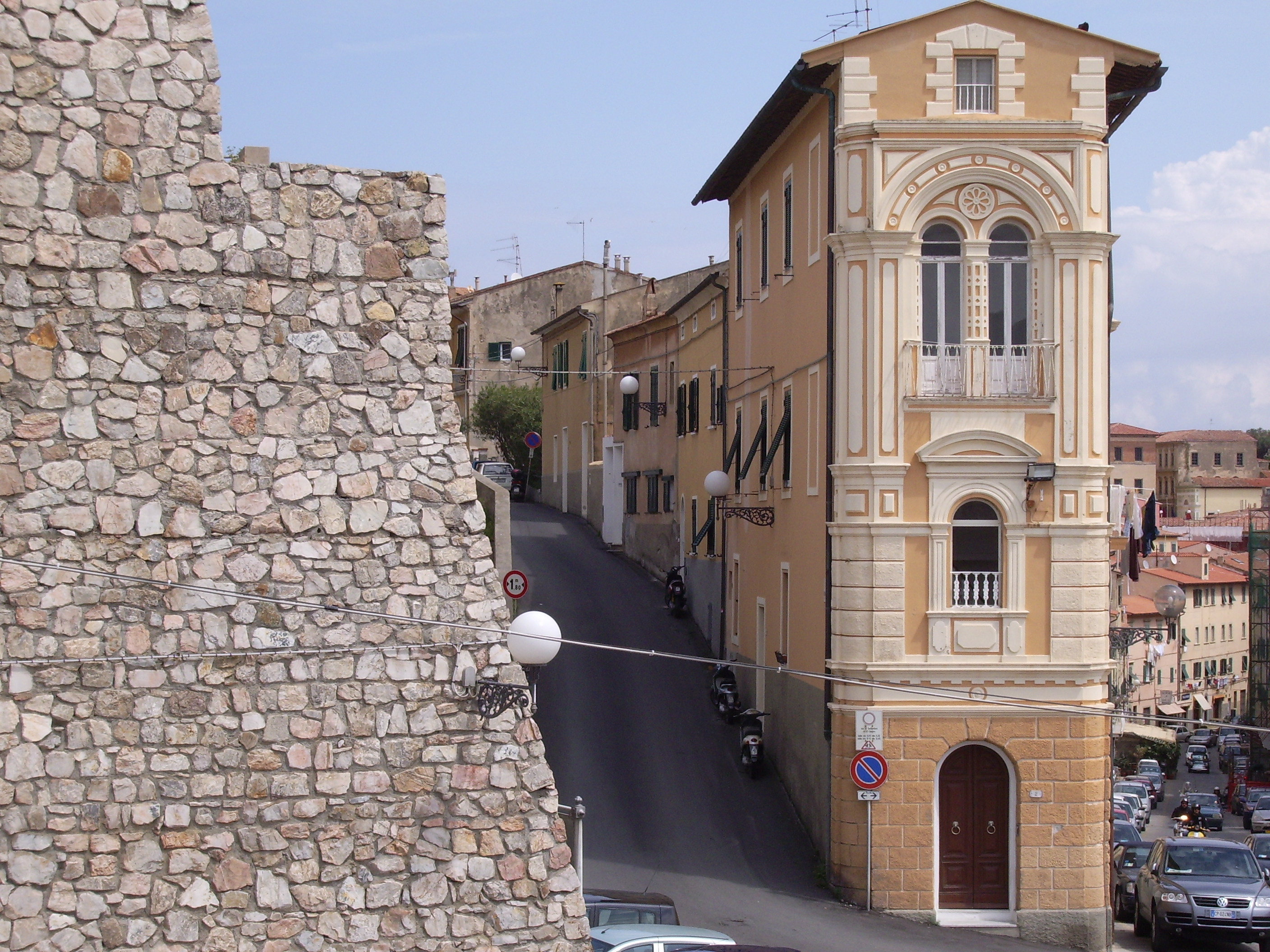
Calles de Portoferraio

- Datos: Q507793